# La Saucelle
La Saucelle é uma comuna francesa na região administrativa do Centro, no departamento de Eure-et-Loir. Estende-se por uma área de 14,26 km². Em 2010 a comuna tinha 200 habitantes (densidade: 14 hab./km²).